# C12H16O4
化学式C12H16O4（摩尔质量：224.256 g/mol）可以指以下化合物：
- 2,4,5-三甲氧基苯丙酮，CAS号：3904-18-5
- 广藿香酮，CAS号：23800-56-8
- 橄榄酸（2,4-二羟基-6-戊基苯甲酸），CAS号：491-72-5
- 绵马酚（烏克蘭語：Аспідинол），CAS号：519-40-4

|  | 这个同类索引页列出了具有相同分子式的化学物（即同分異構體）条目。 除非您是有意链接至本页，否则应将相应条目的内部链接指向正确的条目。 |